# Alois von Pokorny
Alois von Pokorny (14. února 1826 Jindřichův Hradec – 23. února 1898 Vídeň) byl rakousko-uherský admirál českého původu. Jako absolvent námořní akademie sloužil u c. k. námořnictva od roku 1846, zúčastnil se několika válek a absolvoval řadu obchodních cest po Středomoří. V roce 1866 byl povýšen do šlechtického stavu, zastával funkce v námořní sekci na ministerstvu války a mimo jiné se uplatnil jako pedagog. V letech 1868–1871 byl velitelem C. k. námořní akademie v Rijece. V roce 1879 dosáhl hodnosti viceadmirála a v letech 1879–1886 zastával post velitele válečného přístavu a pevnosti v Pule.

## Biografie

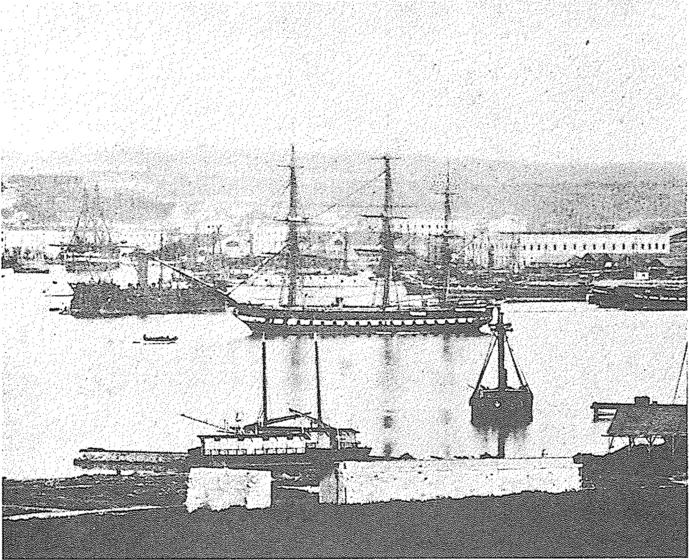
Fregata SMS Schwarzenberg, vlajková loď Aloise Pokorného v letech 1866–1868

Pocházel z rodiny důstojníka, v letech 1841–1846 studoval na námořní akademii v Benátkách a k námořnictvu vstoupil v roce 1846 jako kadet. V roce 1848 získal hodnost praporčíka a v letech 1848–1849 cestoval do Egypta a Turecka. Během revolučních bojů v Itálii v roce 1849 byl účastníkem blokády Benátek. V roce 1852 byl povýšen na poručíka a kromě služby na různých lodích působil jako pedagog na nově zřízené C. k. námořní akademii v Terstu. V roce 1855 byl přidělen k vrchnímu velení námořnictva a v roce 1857 byl povýšen na korvetního kapitána. Zúčastnil se války se Sardinií (1859) a poté byl šéfem námořní sekce u velení I. armády v Itálii.
V roce 1860 získal hodnost fregatního kapitána, působil u velení válečných přístavů v Benátkách a Terstu a již 3. listopadu 1861 byl povýšen do hodnosti kapitána řadové lodě. Jako velitel fregaty Don Juan d'Austria se v roce 1864 zúčastnil dánsko-německé války a v lednu 1865 byl povolán do Vídně ve funkci přednosty centrální kanceláře ministerstva námořnictva. Po zrušení ministerstva námořnictva téhož roku přešel ve stejné funkci do námořní sekce ministerstva války. V letech 1866–1868 byl na vlajkové lodi SMS Schwarzenberg velitelem eskadry a v letech 1868–1871 zastával post velitele C. k. námořní akademie v Rijece.

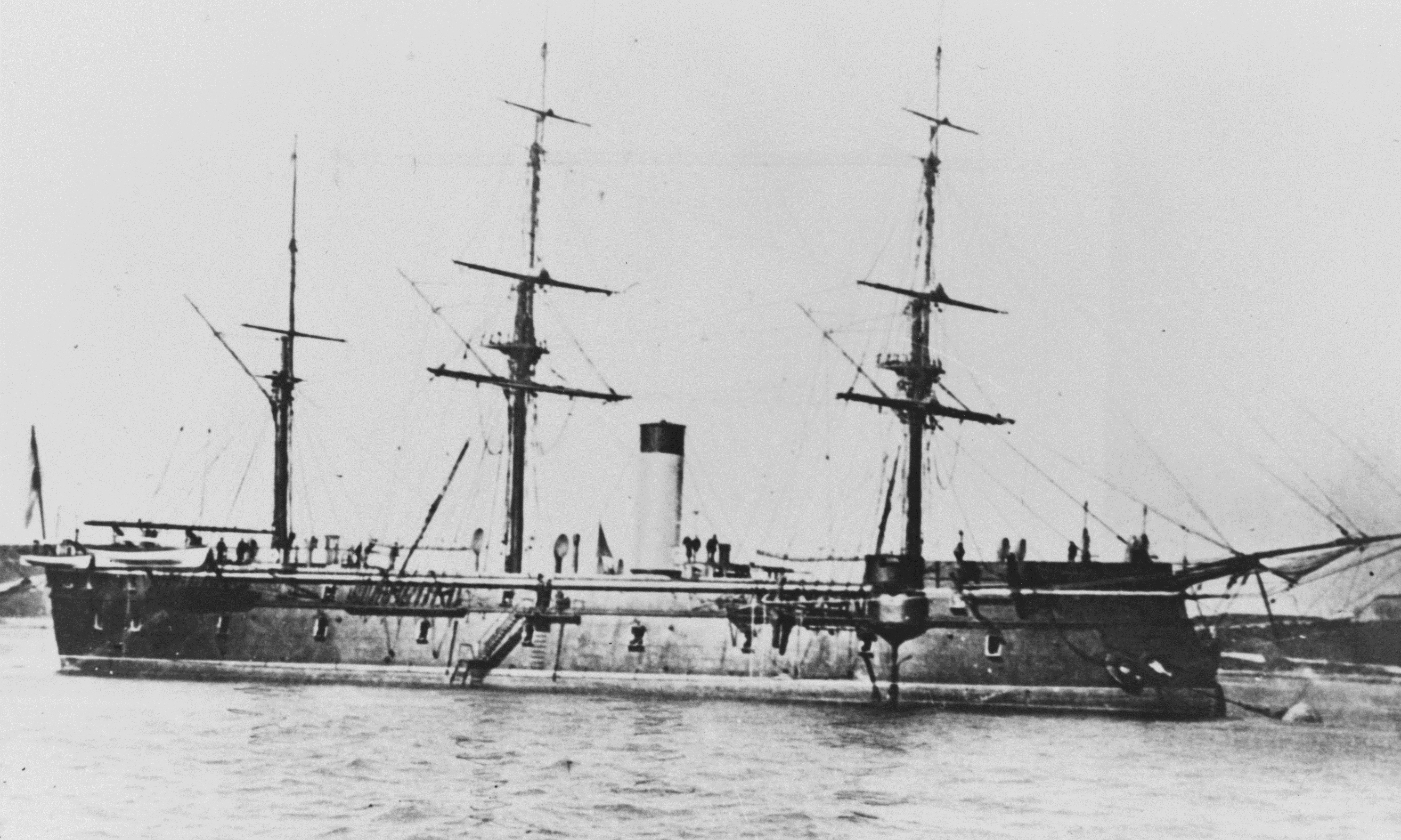
Pancéřová fregata SMS Habsburg, vlajková loď Aloise Pokorného v letech 1878–1879

Ke dni 24. října 1869 byl povýšen do hodnosti kontradmirála a po odchodu z vedení námořní akademie se stal velitelem eskadry na ostrově Vis (1871–1873). V letech 1873–1878 byl přidělen k vojenské sekci námořní základny v Pule, mezitím velel několika výcvikovým lodím. Na obrněné lodi SMS Habsburg byl v letech 1878–1879 znovu velitelem eskadry. Ke dni 1. listopadu 1879 získal hodnost viceadmirála a svou kariéru završil jako velitel válečného přístavu a pevnosti v Pule (1879–1886). K datu 1. dubna 1886 byl penzionován.
Zemřel ve Vídni 23. února 1898 ve věku 72 let a byl pohřben na vídeňském Centrálním hřbitově. 
V roce 1859 se v Zadaru oženil s Henriettou Fröhlichovou (1838–1910), dcerou statkáře z Českých Budějovic. Z manželství se narodilo sedm dětí, synové Alois (1861–1903) a Adolf (1874–1955) sloužili u námořnictva, Alfred (1868–1899) byl nadporučíkem v c. k. armádě a Hermann (1862–1877) zemřel v dětství. Z dcer se dospělého věku dožila Isabella (1877–1957), jejím manželem byl Richard von Stępski-Doliwa (1879–1973), který zastával významné funkce v rakouském hospodářství, byl prezidentem Svazu rakouského papírenského průmyslu, členem prezídia Svazu rakouských průmyslníků, členem představenstva a dozorčích rad řady průmyslových podniků a bank.

## Tituly a ocenění
V roce 1866 byl povýšen do šlechtického stavu s titulem rytíř (Ritter von Pokorny). Během služby u námořnictva získal několik vyznamenání v Rakousku-Uhersku i v zahraničí.

### Rakousko-Uhersko
- Válečná pamětní medaile (1864)
- Řád železné koruny III. třídy (1866)
- Služební odznak pro důstojníky III. třídy (1867)
- Válečná medaile (1873)
- komandérský kříž Leopoldova řádu (1886)

### Zahraničí
- důstojnický kříž Řádu Spasitele (1856, Řecko)
- Řád Medžidie IV. třídy (1858, Osmanská říše)
- Řádu slávy I. třídy (1871, Tunisko)
- komandérský kříž Řádu sv. Mořice a sv. Lazara (1873, Itálie)